# رنه مزانژو
رنه مزانژو (فرانسوی: René Mesangeau‎؛ ‏۱۵۶۷ – ۱۶۳۸) آهنگساز و نوازندهٔ لوت اهل فرانسه بود.
او نوازنده دربار لوئی سیزدهم بود و یکی از شاگردانش به نام انمون گوتیه پس از مرگش، یک قطعه موسیقی مرثیه‌ای موسوم به قطعهٔ مزار یا تونبو نوشت که از نخستین نمونه‌های این سبک موسیقی محسوب می‌شود.